# Смит, Гордон (хоккеист)
Гордон Смит (англ. Gordon Smith; 14 февраля 1908, Уинчестер — 22 октября 1999, Бостон) — американский хоккеист, нападающий; серебряный призёр зимних Олимпийских игр 1932 года и бронзовый призёр зимних Олимпийских игр 1936 года.

## Биография
Учился в Бостонском университете, выступал на любительском уровне за хоккейный клуб «Бостон Олимпикс». В составе сборной США завоевал серебряные медали Олимпийских игр 1932 и бронзовые медали Олимпийских игр 1936 годов, медали того же достоинства на чемпионатах мира тех же лет и серебряные медали чемпионата мира 1931 года. В 1932 году на Олимпиаде сыграл один матч и забросил одну шайбу, в 1936 году провёл восемь игр и забросил также одну шайбу. После карьеры игрока был консультантом в компании Standish, Ayer & Wood.